# Lhotka u Litultovic
Lhotka u Litultovic là một làng thuộc huyện Opava, vùng Moravskoslezský, Cộng hòa Séc.